# Nuclear Technology and Radiation Protection
Nuclear Technology and Radiation Protection је међународни научни часопис који се бави ширим подручјем научних дисциплина из области нуклеарних наука и технологија, као и заштите од зрачења. Излази од 1981. године.

## О часопису
Оснивач часописа је Нуклеарно друштво Србије, а кооснивач Друштво за заштиту од зрачења Србије и Црне Горе. Издавач је Институт за нуклеарне науке Винча. Часопис објављује научне радове, кратке научне радове, прегледне чланке и техничке радове. Темељна знања физике и пројектовања реактора, транспортне теорије зрачења и развој нумеричких метода и програма из ових области, такође су део издавачке политике часописа. Nuclear Technology and Radiation Protection је часопис укључен у листу Journal Citation Reports/Science Edition од 2010. године са додељеним двогодишњим и петогодишњим импакт факторима.

### Историјат
Часопис је наследник часописа Нуклеарна технологија који је почео да излази још 1981. године. Покренула га је Заједница нуклеарних института (НУКЛИН) коју је сачињавало девет истраживачких института тадашње СФР Југославије. Почетком деведесетих година прошлог века, са нестанком СФР Југославије, престало је и излажење тог часописа. Југословенско нуклеарно друштво обновило је часопис 1995. године, као стручни часопис који се бави мирнодопским коришћењем нуклеарне енергије. Било је то у складу са активностима оживљавања нуклеарних наука у СР Југославији, а са циљем подршке истраживачима у развитку нуклеарних научних идеја и програма. Југословенском нуклеарном друштву, као оснивачу, и Институту за нуклеарне науке Винча, придружило се 2002. године Југословенско друштво за заштиту од зрачења - у својству кооснивача часописа. И од тада часопис се штампа под именом Nuclear Technology & Radiation Protection, као међународни научни часопис на енглеском језику.

### Периодичност излажења
Часопис излази четири пута годишње (март, јун, септембар и децембар).

## Уредници
Главни уредник часописа је Родољуб Симовић. Раније су били главни уредници Наим Афган и Милена Матаушек. Поред главног уредника, часопис уређује Уређивачки одбор од 7 чланова. Ради достизања међународног нивоа радова, и достизања међународног нивоа рецензија о уређивању и квалитету часописа брине Саветодавни уређивачки одбор који чине скоро 30 истакнутих научника из региона и иностранства из више различитих области.

## Аутори прилога
За часопис пишу еминетни стручњаци из земље, региона и иностранства.

## Теме
- Нуклеарна енергија истраживачких реактора и акцелератора
- Управљање нуклеарним отпадом
- Мерење зрачења
- Заштита животне средине

## Електронско издање часописа
Часопис нуди могућност прегледа и скидања часописа по принципу Отвореног приступа (еISSN 2406-0992).

## Реферисање у базама података
- Web of Science
- Scopus
- Journal Citation Reports/ Science Edition
- doiSerbia[5]
- Directory of Open Аccess Јоurnals - DOAJ[6]